# Coenraad Bron

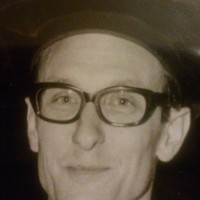
Coenraad Bron

Coenraad Bron (Amsterdam, 2 augustus 1937 – Assen, 15 augustus 2006) was een Nederlandse informaticus.

## Loopbaan
Bron, zoon van de verzetsstrijder Hendrik Bron, groeide op in Kinderdijk en doorliep het gymnasium aan het Montessori Lyceum in Rotterdam. Vervolgens studeerde hij scheikunde aan de Universiteit Utrecht, waarna hij in 1963 zijn wetenschappelijke loopbaan begon aan de Technische Hogeschool Eindhoven, in de groep van de informaticus Edsger Dijkstra. Daar was Bron betrokken bij de ontwikkeling van Algol-68. Samen met Joep Kerbosch bedacht hij in die tijd ook het - later zo genoemde - Bron-Kerbosch algoritme.
In 1973 zette Bron zijn loopbaan voort aan de Technische Hogeschool Twente. Hij was er aanvankelijk lector, later hoogleraar. In die tijd schreef hij een aantal leerboeken over programmeren. In 1982 werd Bron de eerste hoogleraar Informatica aan de Rijksuniversiteit Groningen. Daar bleef hij tot zijn emeritaat in 2000.
In 2021 werd het nieuwe datacentrum van de Rijksuniversiteit Groningen naar hem genoemd.